# Niche (telenovela colombienne, 2014)
Pour les articles homonymes, voir Niche.
Niche (Beats of Love en anglais et Au rythme de la passion en français) est une telenovela colombienne produite et diffusée entre le 6 octobre 2014 et le 6 mars 2015 sur Caracol Televisión. Les rôles principaux sont joués par Jair Romero et Schreiber Avril. Elle est basée sur certains moments de la vie des membres du groupe de salsa, Groupe Niche.
Pour sa diffusion internationale, le titre attribué est : Whatever the Heart en allusion à un thème musical du groupe de Niche.

## Synopsis
Iván Cuero est une décharge d'énergie de salsa, car il porte dans sa voix la passion et le sentiment que la musique et l'amour éveillent. Chaque fois qu'il monte pour chanter sur une scène, il transmet son enthousiasme et son goût à l'auditoire, faisant vibrer son public et dansant, laissant tout sur la scène car il sait que c'est le seul moyen de réaliser son rêve le plus désiré : se consacrer à la salsa dans les grandes scènes new-yorkaises où seules les vraies stars ont triomphé.
Son parcours commence dans sa ville natale, Buenaventura, à la fin des années 70, où, malgré la vive opposition de son père Abelardo Cuero, violoniste et musicien classique, il réussit à réunir l'orchestre «Chirimisón» qui anime les nuits chaudes du port et qui fait profiter ses habitants.
Ce groupe est composé de Iván, Rengo, Diamantino et les frères López, Amadeo et Marisol. Amadeo a toujours été le meilleur ami d'Iván, mais Marisol est sa mancorna, son complice, cette personne fidèle qui l'a toujours soutenu et qui l'aime secrètement car elle sait que pour Iván, elle ne sera pas plus que sa meilleure amie.
Mais une déception amoureuse fait que Iván décide de mettre de côté la musique pour obtenir son diplôme de comptable. Le jour de la cérémonie de remise des diplômes, Iván reçoit d'Amadeo, en cadeau, un album du "Sabrosura Niche Orchestra" avec le nom d'Amparo, sa mère. Cela expose Iván et Xiomara, sa sœur, le secret que ses parents ont caché : Amparo Moreno, était une chanteuse de cet orchestre. Iván presse Amparo de lui donner une explication et elle, au milieu d'une violente dispute entre Abelardo et lui, finit par révéler la grande vérité selon laquelle ils s'étaient tus depuis des années : il n'est pas le fils d'Abelardo. Iván veut savoir qui est son vrai père, mais Amparo refuse de lui dire. Abelardo, très exalté, avoue que son père est l'un des membres de ce groupe.
Iván décide de trouver les membres qui l'ont façonné pour rencontrer son vrai père. Il se rend ensuite à Bogotá pour trouver les indices de ce passé et, avec Amadeo, reconstruit ses rêves et forme cet orchestre dont il a tant rêvé.

## Distribution
- Jair Romero : Iván Cuero
- Abril Schreiber : Marisol López
- Helga Díaz : Luz Mariela
- Fiona Horsey : Lida Fernández de Soto
- Fernando Solórzano : Roberto Jordán «Le Tigre»
- Juan Manuel Mendoza : Amadeo López
- James Vargas : Único Quiñones / Senén Mosquera
- Bárbara Perea : Hortensia Quiñones
- Leo Sosa : «Diamantino»
- Bárbaro Marín : Abelardo Cuero
- Manolo Gutiérrez : «Rengo»
- Nancy Murillo : Amparo Moreno
- Gianina Arana : Xiomara Cuero
- Alexandra Serrano : Yenni
- Álvaro García Trujillo : Germán Navarrete «Fosforito»
- Juan Manuel Ospina : Saúl
- Humberto Dorado : León Jordán
- Paula Castaño : Rosario
- Laura Archbold : Celmira Lozano
- John Alex Castillo : «Mulato»
- María Eugenia Parra : Adela
- Camy Jiménez : Diana
- Krhis Cifuentes : Magno
- Yoliana Gamboa Montoya : Magaly
- Alexandra Restrepo : Mère de Magno
- Luz Elvira

## Prix et nominations

### Premios India Catalina
| Année | Catégorie                               | Nomination                                      | Résultat |
| ----- | --------------------------------------- | ----------------------------------------------- | -------- |
| 2015  | Meilleur feuilleton et metteur en scène | Luis Orjuela Cortéz et Anselmo Calvo Villamizar | Nommé    |
| 2015  | Actrice ou acteur révélation de l'année | Nancy Murillo                                   | Nommé    |

### Premios TvyNovelas Colombia
| Année | Catégorie                                       | Nomination                                      | Résultat |
| ----- | ----------------------------------------------- | ----------------------------------------------- | -------- |
| 2015  | Meilleur feuilleton                             | Meilleur feuilleton                             | Nommé    |
| 2015  | Meilleure actrice principale                    | April Schreiber                                 | Nommé    |
| 2015  | Meilleur acteur                                 | Jair Romero                                     | Nommé    |
| 2015  | Meilleure actrice antagoniste                   | Alexandra Serrano                               | Nommé    |
| 2015  | Meilleur acteur antagoniste                     | Luis Fernando Salas                             | Nommé    |
| 2015  | Meilleur acteur antagoniste                     | Gerardo Calero                                  | Nommé    |
| 2015  | Meilleure actrice                               | Nancy Murillo                                   | Nommé    |
| 2015  | Meilleure Telenovela Meilleur Casting d'Acteurs | Fernando Solórzano                              | Nommé    |
| 2015  | Meilleure Telenovela Meilleur Casting d'Acteurs | Juan Manuel Mendoza                             | Nommé    |
| 2015  | Meilleure actrice / acteur révélation           | Laura Archbold                                  | Nommé    |
| 2015  | Meilleure actrice / acteur révélation           | Gianina Arana                                   | Nommé    |
| 2015  | Meilleur réalisateur                            | Luis Orjuela Cortéz et Anselmo Calvo Villamizar | Nommés   |
| 2015  | Meilleur thème musical                          | Une aventure - groupe de niche                  | Nommé    |

### Premios Talento Caracol
| Année | Catégorie                                    | Nomination                                                  | Résultat |
| ----- | -------------------------------------------- | ----------------------------------------------------------- | -------- |
| 2015  | Meilleure telenovela                         | Meilleure telenovela                                        | Nommé    |
| 2015  | Meilleure actrice principale                 | April Schreiber                                             | Nommé    |
| 2015  | Meilleur acteur principal                    | Jair Romero                                                 | Nommé    |
| 2015  | Meilleure actrice dans un second rôle        | Nancy Murillo                                               | Nommé    |
| 2015  | Meilleur acteur dans un second rôle          | Juan Manuel Mendoza                                         | Nommé    |
| 2015  | Meilleur acteur antagoniste                  | Luis Fernando Salas                                         | Nommé    |
| 2015  | Meilleur acteur et / ou révélation d'actrice | Laura Archbold                                              | Nommé    |
| 2015  | Meilleur acteur et / ou révélation d'actrice | Cami Jiménez                                                | Gagnant  |
| 2015  | Meilleur bisou                               | Amparo ( Nancy Murillo ) et El Tigre ( Fernando Solórzano ) | Nommés   |